# Ulica Starowiejska w Siedlcach
Ulica Starowiejska (do 1991 roku ulica Michała Żymierskiego) – jedna z głównych ulic w Siedlcach. Przebiega przez dzielnice: Śródmieście, Stara Wieś i osiedle Topolowa. Nazwa pochodzi od gminy Stara Wieś przyłączonej do miasta w 1907 r.

## Przebieg
Ulica zaczyna się na skrzyżowaniu z ulicą J. Piłsudskiego, a kończy się na skrzyżowaniu z ul. Modrzewiową.
Na skrzyżowaniu z ulicą Janowską (rondo) początek swój bierze droga wojewódzka nr 698 w kierunku Łosic.

## Historia
Ulica powstała najprawdopodobniej na przełomie XIX i XX wieku (tzw. trakt Brzeski z Warszawy do Brześcia), początkowo droga brukowa, nawierzchnię asfaltową uzyskała w latach 60. Gruntownie zmodernizowana w 1999 z uwagi na wizytę Jana Pawła II w Siedlcach.

## Obiekty
- Pozostałości po dzwonnicy
- Kaplica pw. św. Krzyża, nr 9
- D.H. FOX (Mila), nr 10
- Szpital Miejski, nr 15
- Nove Kino Siedlce (ul. Wiszniewskiego 4)
- Publiczna Szkoła Podstawowa nr 7 im. Czesława Kamińskiego, nr 23
- domy jednorodzinne
- Redakcja Życia Siedleckiego, Żabka, nr 60
- Komenda Miejska Policji, nr 66
- Lidl, nr 77

## Komunikacja
Ulicą Starowiejską kursują autobusy nr: 6, 14, 16, 18, 23, 26, 27, 34.

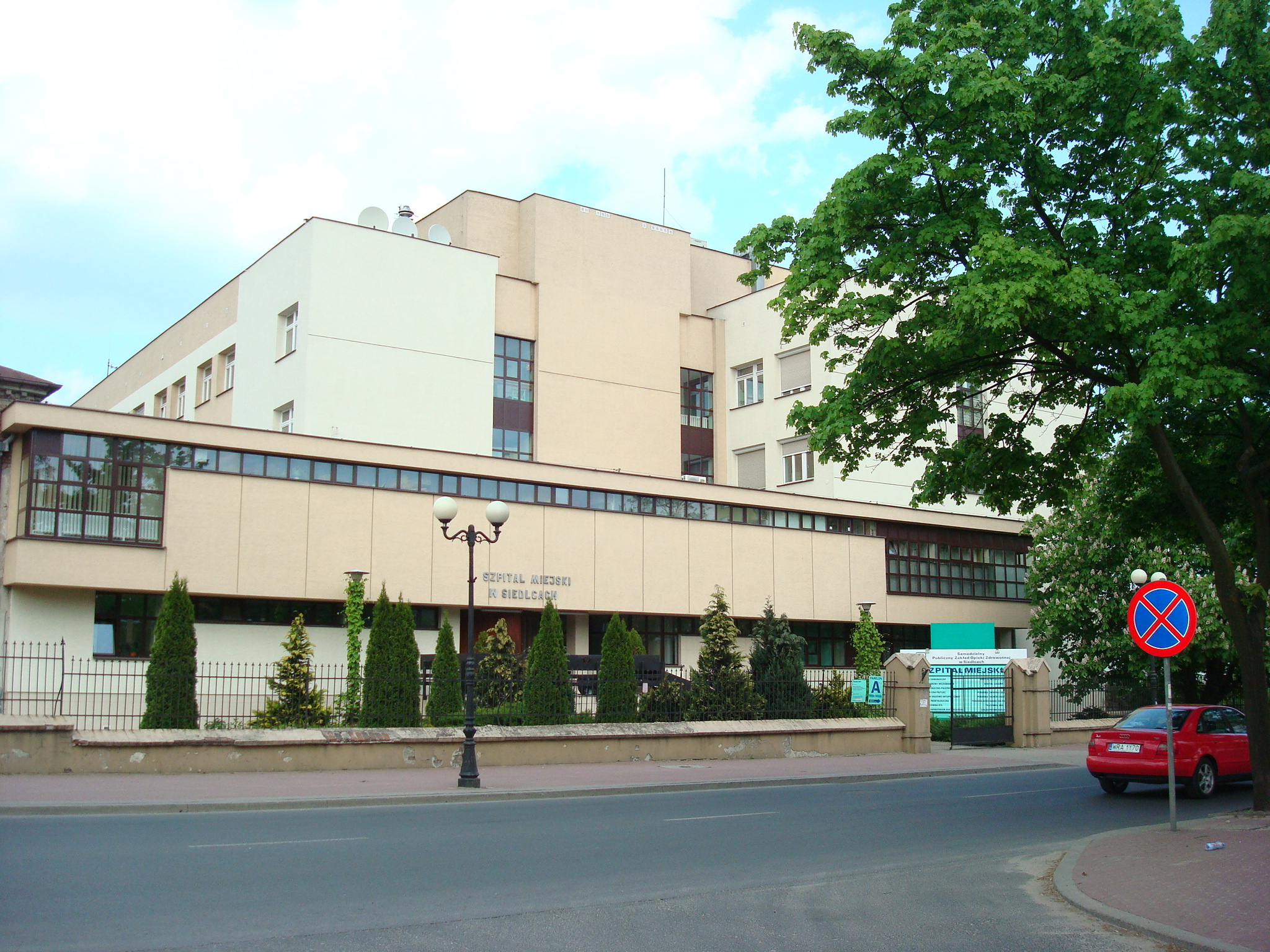
Szpital Miejski
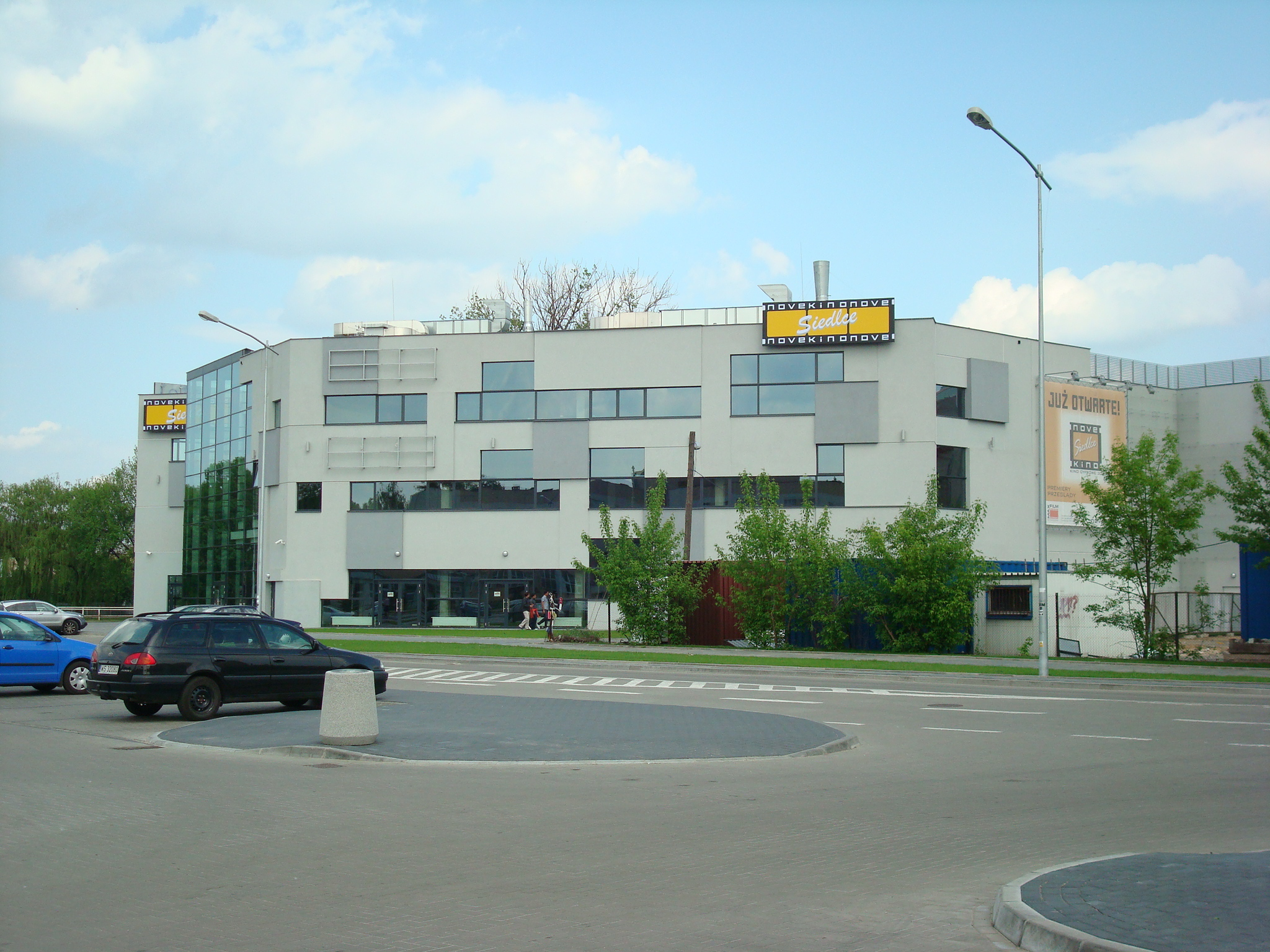
Nove Kino Siedlce
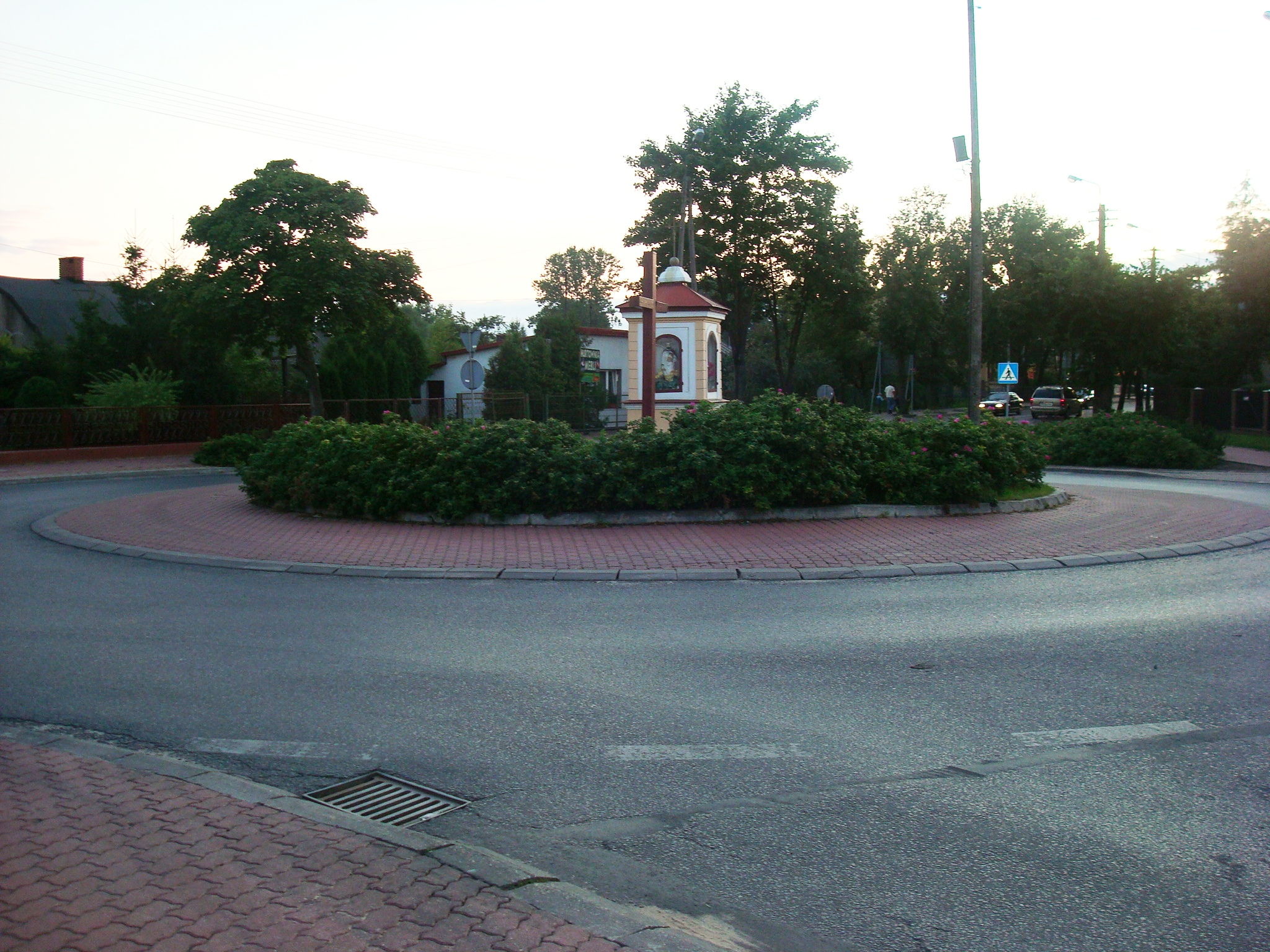
Rondo na skrzyżowaniu z ulicą Janowską
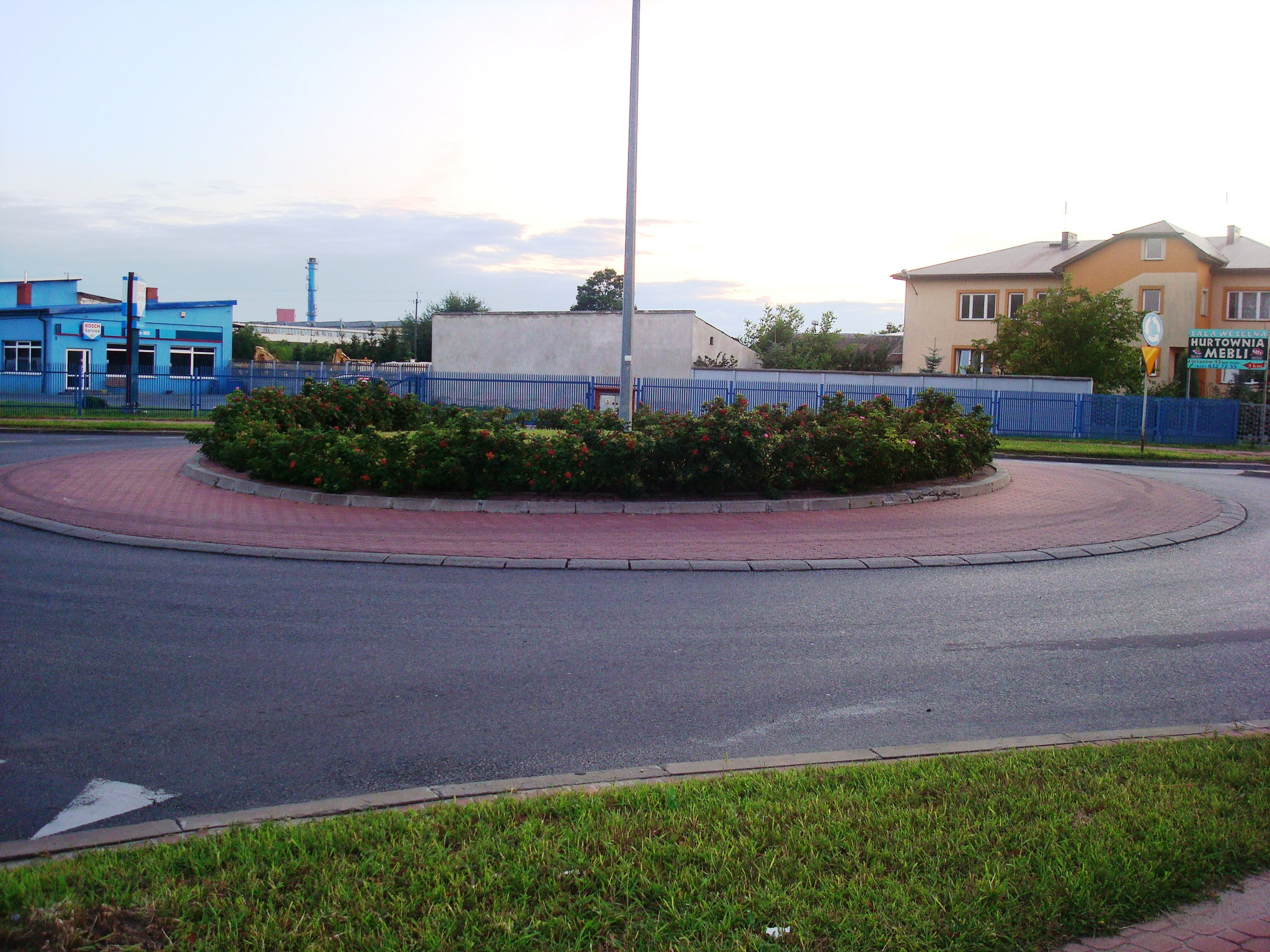
Rondo na skrzyżowaniu z ulicą Terespolską